# Aa (mitologia egizia)
Aa è un dio creatore egizio minore, uno degli dei creatori Shebtiu nell'antico Egitto. All'interno dei miti della creazione, egli ha realizzato la prima  canna insieme a Wai e ha raggiunto per la prima volta una terra emersa non appena è emerso dall'acqua primordiale. Aa e Wai sono citati insieme nelle iscrizioni del Tempio di Horus a Edfu.